# تارجي اولسن
تارجي اولسن (28 سبتمبر 1950 بالنرويج - ) هو لاعب كرة قدم نرويجي في مركز الهجوم. شارك مع منتخب النرويج تحت 19 سنة لكرة القدم ومنتخب النرويج تحت 21 سنة لكرة القدم ومنتخب النرويج لكرة القدم. أما مع النوادي، فقد لعب مع نادي فوليرينغا ونادي ليلستروم.

## وصلات خارجية
- تارجي اولسن على موقع اتحاد النرويج (النرويجية)
- تارجي اولسن على موقع قاعدة بيانات كرة القدم.إي يو (الإنجليزية)
- تارجي اولسن على موقع عالم كرة القدم.نت (الإنجليزية)